# Francisco Sánchez Luna
Francisco Sánchez Luna (conocido como Kiko Sánchez; Alicante, 19 de septiembre de 1965) es un deportista español que compitió en vela en la clase 470; campeón olímpico en Barcelona 1992 y dos veces campeón mundial.

## Trayectoria
Participó en tres Juegos Olímpicos de Verano, obteniendo una medalla de oro en Barcelona 1992, en la clase 470 (junto con Jordi Calafat), el cuarto lugar en Seúl 1988 y el noveno en Atlanta 1996, en la misma clase.
Ganó cuatro medallas en el Campeonato Mundial de 470 entre los años 1989 y 1993, y una medalla de bronce en el Campeonato Europeo de 470 de 1994.
En 1994 fue condecorado con la Medalla de Oro de la Real Orden del Mérito Deportivo. Fue nombrado «Mejor Deportista Masculino» de 1988, 1992 y 1993 en los Premios Deportivos Provinciales de la Diputación de Alicante.
Fue concejal de Alicante entre 2007 y 2011 por el Partido Popular. En 2015 fue condenado a dos años y nueve meses de cárcel por cohecho, prevaricación continuada y falsedad en la adjudicación de instalaciones durante su época de concejal. Posteriormente, el Tribunal Supremo lo absolvió de los delitos de cohecho y falsedad, siendo únicamente condenado por prevaricación con una inhabilitación de todo empleo público por ocho años y seis meses.
En 2023 ingresó en la junta directiva del Real Club de Regatas de Alicante como consejero de vela ligera.

## Palmarés internacional
| \| Juegos Olímpicos \| Juegos Olímpicos \| Juegos Olímpicos \| Juegos Olímpicos \| \| Año \| Lugar \| Medalla \| Clase \| \| ------------------ \| ------------------------ \| ----------------- \| ---------------- \| \| 1992 \| Barcelona (España) \| Medalla de oro \| 470 \| \| Campeonato Mundial \| \| \| \| \| Año \| Lugar \| Medalla \| Clase \| \| 1989 \| Tsu (Japón) \| Medalla de plata \| 470 \| \| 1990 \| Medemblik (Países Bajos) \| Medalla de plata \| 470 \| \| 1992 \| Rota (España) \| Medalla de oro \| 470 \| \| 1993 \| Crozon-Morgat (Francia) \| Medalla de oro \| 470 \| \| Campeonato Europeo \| \| \| \| \| Año \| Lugar \| Medalla \| Clase \| \| 1994 \| Röbel (Alemania) \| Medalla de bronce \| 470 \| |                          |                   |       |
| Juegos Olímpicos |                          |                   |       |
| Año | Lugar                    | Medalla           | Clase |
| 1992 | Barcelona (España)       | Medalla de oro    | 470   |
| Campeonato Mundial |                          |                   |       |
| Año | Lugar                    | Medalla           | Clase |
| 1989 | Tsu (Japón)              | Medalla de plata  | 470   |
| 1990 | Medemblik (Países Bajos) | Medalla de plata  | 470   |
| 1992 | Rota (España)            | Medalla de oro    | 470   |
| 1993 | Crozon-Morgat (Francia)  | Medalla de oro    | 470   |
| Campeonato Europeo |                          |                   |       |
| Año | Lugar                    | Medalla           | Clase |
| 1994 | Röbel (Alemania)         | Medalla de bronce | 470   |